# Puig de l'Alis
El Puig de l'Alis és una muntanya de 1.663 metres del terme comunal de Prats de Molló i la Presta, de la comarca del Vallespir, a la Catalunya del Nord.
Es troba a la zona nord-oriental del centre del terme de Prats de Molló i la Presta, al sud-oest del Puig dels Sarraïns i al nord-est del Pic de Granarols. Pertany al contrafort meridional del massís del Canigó que arriba fins al nord de la vila de Prats de Molló.
Pel Puig de l'Alis passen algunes rutes de senderisme del massís del Canigó.